# Alfredo Maia (jornalista)
Manuel Alfredo da Rocha Maia (Maia, 13 de abril de 1962) é um jornalista, professor, autor, e político português, antigo Presidente da Direção do Sindicato dos Jornalistas entre 2000 e 2015 e atual deputado à Assembleia da República Portuguesa pelo Partido Comunista Português (entre setembro de 2022 e março de 2023 e desde setembro de 2023). É membro efetivo da Comissão de Classificação de Publicações da Entidade Reguladora para a Comunicação Social.

## Biografia

### Percurso Profissional
Jornalista desde janeiro de 1981 n'O Primeiro de Janeiro, do qual integraria o Conselho de Redação por sucessivos mandatos, assim como a sua Comissão de Trabalhadores.
Em março de 1988 passa a integrar a redação do Jornal de Notícias, do qual viria a ser designado jornalista coordenador da secção "Sociedade" em 2000. Integrará também neste jornal o Conselho de Redação por vários mandatos. 
Trabalhou como jornalista para publicações diversas como a TVer, O Jornal Ilustrado, AbrilAbril, as revistas Sábado, Seara Nova e Vértice, e as rádios Activa e a Rádio Nova.

### Participação Cívica
Eleito pelos jornalistas do Jornal de Notícias seu delegado sindical junto do Sindicato dos Jornalistas ainda na década de 80, seria em 1993 eleito vice-presidente do Sindicato, e mais tarde, em 2000, escolhido para Presidente da Direção do Sindicato, cargo que desempenharia até 2015. No mandato atual da direção é membro do Conselho Deontológico deste sindicato.
No ano 2000 integra a Comissão de Conciliação da Associação de Jornalistas e Homens de Letras do Porto, de cuja Direção foi Vice-Presidente entre 1998 e 2000.
É membro suplente na Comissão de Apelo da Comissão da Carteira Profissional de Jornalista, em representação dos jornalistas, e membro efetivo da Comissão de Classificação de Publicações da Entidade Reguladora para a Comunicação Social.

## Atividade Política
Eleito deputado à Assembleia Municipal da Maia pelas listas da Coligação Democrática Unitária, é presidente da sua Comissão de Transportes e Mobilidade. Foi também deputado à Assembleia Municipal do Porto, em substituição temporária de outro deputado.
Foi candidatado a Presidente da Câmara Municipal da Maia nas Eleições autárquicas portuguesas de 2021 também pela CDU.
Nas Eleições legislativas de 2022 foi o terceiro candidato na lista da CDU candidata à Assembleia da República pelo círculo eleitoral do Porto. 

## Deputado à Assembleia da República
Torna-se deputado à Assembleia da República em setembro de 2022 em substituição da deputada Diana Ferreira, durante a licença de maternidade desta, tendo sido substituído por Manuel Loff em março de 2023, quando Diana Ferreira renunciou ao mandato após o fim da licença de maternidade. Em setembro de 2023, assumiu novamente o mandato de deputado à Assembleia da República, após a renúncia ao mandato de Manuel Loff.

### Cargos exercidos na Assembleia da República
Na XV Legislatura da Assembleia da República Portuguesa foi Vice-presidente da Comissão de Trabalho, Segurança Social e Inclusão, foi membro da comissão de Educação e Ciência, membro suplente das comissões Agricultura e Pescas, Comissão de Ambiente e Energia, da Administração Pública, Ordenamento do Território e Poder Local.
Integrou os Grupos de Trabalho para a Inclusão e Direitos das Pessoas com Deficiência, para as Audiências e Audição de Peticionários, de Acompanhamento do Plano de Recuperação das Aprendizagens, de Apreciação na Especialidade dos Projetos de Lei do Ensino Superior Politécnico, de Alterações à Legislação Laboral no âmbito da Agenda do Trabalho Digno, das Ordens Profissionais e do Parlamento dos Jovens.